# Список керівників держав XXI століття до н. е.
Список керівників держав XXII століття до н. е. — Список керівників держав XX століття до н. е.

## Азія

### Елам
- Хутран-темпті, цар (ХХІ – ХХ ст. до н. е.)

### Межиріччя

#### Ашшур
- Кіккія, правитель (ХХІ ст. до н. е.)
- Акія, правитель (ХХІ ст. до н. е.)
- Зарікум, правитель (ХХІ ст. до н. е.)
- Пузур-Ашшур І, правитель (ХХІ – ХХ ст. до н. е.)

#### Третя династія Уру
- Ур-Намму, цар (ХХІІ – ХХІ ст. до н. е.)
- Шульгі, цар (ХХІ – ХХ ст. до н. е.)
- Амар-Сін, цар (ХХІ – ХХ ст. до н. е.)
- Шу-Сін, цар (ХХІ – ХХ ст. до н. е.)
- Іббі-Сін, цар (ХХІ – ХХ ст. до н. е.) — Ур захоплено і зруйновано еламітами

#### Перша династія Ісіна
- Ішбі-Ерра, цар (ХХІ – ХХ ст. до н. е.)

#### Ларса
- Напланум, цар (ХХІ – ХХ ст. до н. е.)

## Африка

### Єгипет

##### Дев'ята (Гераклеопольська) династія
- Хеті II, фараон (ХХІІ – ХХІ ст. до н. е.)
- Сетут, фараон (ХХІІ – ХХІ ст. до н. е.)
- Хеті III, фараон (ХХІІ – ХХІ ст. до н. е.)
- Хеті IV, фараон (ХХІІ – ХХІ ст. до н. е.)

##### Десята (Гераклеопольська) династія
- Хеті V, фараон (ХХІІ – ХХІ ст. до н. е.)
- Хеті VI, фараон (ХХІІ – ХХІ ст. до н. е.)
- Хеті VII, фараон (ХХІІ – ХХІ ст. до н. е.)
- Мерікара, фараон (ХХІ ст. до н. е.)

##### Одинадцята (Фіванська) династія
- Ініотеф II, фараон (ХХІІ – ХХІ ст. до н. е.)
- Ініотеф III, фараон (ХХІІ – ХХІ ст. до н. е.)
- Ментухотеп II, фараон (ХХІ – ХХ ст. до н. е.)